# Coco (album)
Coco is het tweede studioalbum van de Nederlandse rapper Faberyayo en zijn debuutalbum als solo-artiest. Het album verscheen op 2 november 2012 en is een ode aan zijn gelijknamige vriendin.

## Muziek

### Een Echte
De videoclip is uitgekomen op 4 juni 2012 en is gemaakt door Milo Alting Siberg
met assistentie van Patrick Ebu-Mordi.

### Zomer aan de Wand
De videoclip is uitgekomen op 30 augustus 2012 en is gemaakt door Magnetron Music VOF.

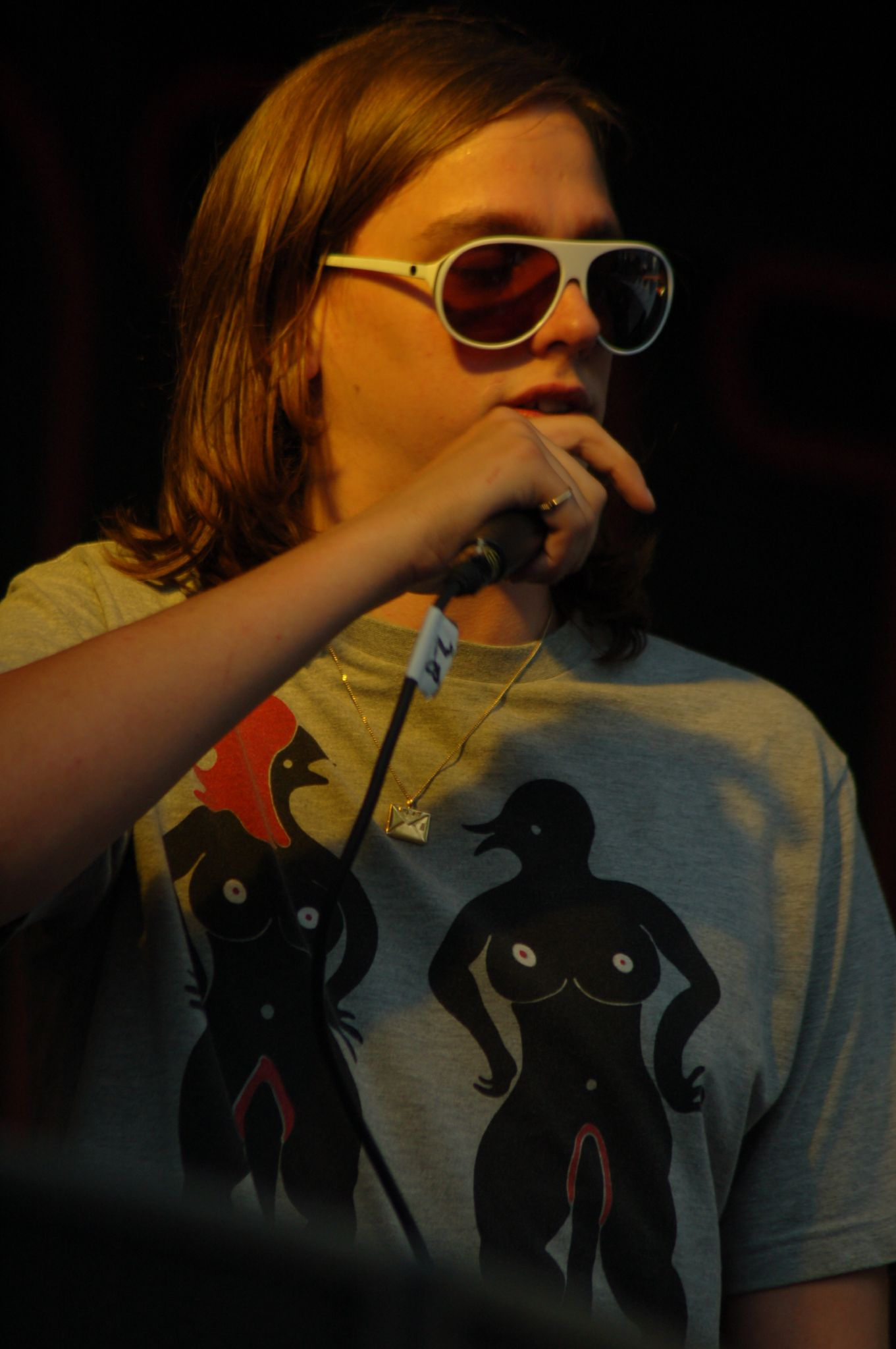
Faberyayo

## Tracklist
| Nr. | Titel                   | Lengte |
| --- | ----------------------- | ------ |
| 1   | Thuis                   | 1:11   |
| 2   | Een Echte               | 3:23   |
| 3   | Zomer aan de Wand       | 3:10   |
| 4   | Splash                  | 3:02   |
| 5   | Baby Miko               | 3:35   |
| 6   | Solonaise               | 3:41   |
| 7   | Restjesdag              | 3:06   |
| 8   | Mijn Blauwe Ogen        | 3:04   |
| 9   | Het Roer van de Woonark | 3:08   |
| 10  | Stiekem                 | 3:54   |
| 11  | Zomaar                  | 2:20   |